# Ronde van Qatar (vrouwen)
De Ronde van Qatar was een wielerwedstrijd voor vrouwen die plaatsvond in Qatar en georganiseerd werd tussen 2009 en 2016. Tussen 2002 en 2016 kende de wedstrijd een editie voor mannen. Vier van de acht edities werden gewonnen door de Nederlandse Kirsten Wild, die in totaal ook tien etappes won.

## Erelijst

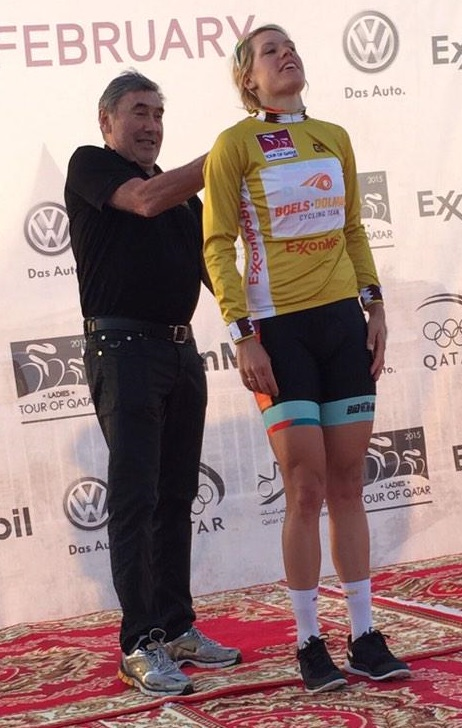
Ellen van Dijk won in 2011

| Jaar | Eerste               | Tweede           | Derde           |
| ---- | -------------------- | ---------------- | --------------- |
| 2009 | Kirsten Wild         | Giorgia Bronzini | Kirsty Broun    |
| 2010 | Kirsten Wild         | Giorgia Bronzini | Rasa Leleivytė  |
| 2011 | Ellen van Dijk       | Charlotte Becker | Iris Slappendel |
| 2012 | Judith Arndt         | Trixi Worrack    | Kirsten Wild    |
| 2013 | Kirsten Wild         | Chloe Hosking    | Ellen van Dijk  |
| 2014 | Kirsten Wild         | Amy Pieters      | Chloe Hosking   |
| 2015 | Elizabeth Armitstead | Chloe Hosking    | Ellen van Dijk  |
| 2016 | Trixi Worrack        | Romy Kasper      | Ellen van Dijk  |

### Meervoudige winnaars
| Overwinningen | Renner       | Land      | Jaren                     |
| ------------- | ------------ | --------- | ------------------------- |
| 4             | Kirsten Wild | Nederland | 2009 + 2010 + 2013 + 2014 |

### Overwinningen per land
| Overwinningen | Land                |
| ------------- | ------------------- |
| 5             | Nederland           |
| 2             | Duitsland           |
| 1             | Verenigd Koninkrijk |